# Jersey (Schiff, 1939)
HMS Jersey (F72) war ein britischer Zerstörer der J-Klasse. Der Zerstörer wurde im Zweiten Weltkrieg mit der Battle Honour Mediterranean 1941 ausgezeichnet.
Die Jersey sank am 2. Mai 1941 in der Einfahrt zum Grand Harbour auf Malta nach einem Minentreffer. Das Wrack blockierte für einige Tage die Einfahrt zum Hafen. 35 Besatzungsmitglieder starben beim Untergang des Zerstörers.

## Geschichte
HMS Jersey wurde am 20. September 1937 bei J. Samuel White in Cowes auf der Isle of Wight auf Kiel gelegt, am 26. September 1938 vom Stapel gelassen und am 28. April 1939 als zweites Schiff der Klasse nach der bei John Brown & Company gebauten Jackal in Dienst gestellt und der 7. Zerstörerflottille der Home Fleet zugeteilt. Der Zerstörer war das sechste Schiff der Royal Navy, das den Namen der britischen Kanalinsel Jersey trug. Bis in die zweite Hälfte des Mai fanden dann die Abnahmetests statt. Der Zerstörer verlegte dann nach Portland, das zur Basis des Einfahrens des Schiffes und seiner Besatzung diente. Dabei besuchte das Schiff vom 10. bis 15. Juli auch die namensgebende Insel Jersey. Im August verlegte der Zerstörer dann nach Scapa Flow zur Home Fleet. Mitte August nahm die Jervis dann noch an Übungen mit der französischen Flotte teil.
Ab dem 1. September 1939 stand die Jersey mit ihren Schwesterschiffen Jervis, Javelin und Jackal sowie den leichten Kreuzern Glasgow und Southampton nahe der norwegischen Küste, um in die Heimat laufende feindliche Schiffe zu stoppen. Als Jersey am 4. September den deutschen Frachter Johannes Molkenbuhr (5294 BRT) vor Bergen stoppen wollte, versenkte sich der Frachter selbst. Die deutsche Besatzung wurde von der Jersey gefangen genommen.

Während eines Vorstoßes des 2. Kreuzergeschwaders mit Southampton, Glasgow, Sheffield und Aurora und allen acht Zerstörern der 7. Flottille kollidierte am 22. September 1939 die Jersey in der Nordsee mit ihrem Schwesterschiff Javelin, musste den Einsatz abbrechen und zur Reparatur nach Leith zurückkehren. Der Verband brach nach dem Unfall auch den gesamten Vorstoß ab. Nach dem Abschluss der Reparaturen nahm Jersey am 16. Oktober ihren Dienst bei der Home Fleet wieder auf.
Am 7. Dezember 1939 stießen die Jersey und Juno auf die deutschen Zerstörer Z 10 Hans Lody und Z 12 Erich Giese, die in der vorhergehenden Nacht eine Minenlegeaktion vor der Bucht von Cromer an der englischen Ostküste durchgeführt hatten. Die deutschen Schiffe griffen die Briten mit Torpedos an und Erich Giese erzielte einen Treffer auf der Jersey, der Feuer und schwere Schäden verursachte. Es gelang der Juno, ihr Schwesterschiff in Schlepp zu nehmen, so dass es später repariert werden konnte. Die Arbeiten dauerten bis zum 23. September 1940. Am 10. Oktober löste die Jersey beim Verlassen des Humber eine Mine aus und erlitt Schäden, die ihre Ankunft in Plymouth bis zum 13. Oktober verzögerten.
Der Zerstörer wurde zu verschiedenen Geleitaufgaben eingesetzt, so am 29./30. Dezember 1940 zusammen mit Kashmir und Jupiter beim Ausbringen einer defensiven Minensperre im Sankt-Georgs-Kanal durch den Minenkreuzer Adventure.
1941 sollte der Zerstörer anfangs zur Sicherung von Geleitzügen im Bereich der North Western Approaches eingesetzt werden, wurde dann aber in der zweiten Januarhälfte zur Force H abgegeben, um sie bei zwei Vorstößen gegen Norditalien zu verstärken (siehe Jupiter). Auch ihre Schäden konnten in Gibraltar nicht repariert werden, so dass sie ebenfalls für eine Reparatur in die Heimat zurück verlegte. Im März wurde im Portsmoüth Navyyard ihre Ruderanlage instand gesetzt.
Ab dem 21. April 1941 verlegte die Jersey mit weiteren Einheiten der 5. Flottille ins Mittelmeer, um künftig bei der Force K von Malta gegen den Versorgungsverkehr der Achsenmächte von Italien nach Nordafrika eingesetzt zu werden. Vom 24. bis zum 28. April verlegte Jersey dann mit den Schwesterschiffen Kelly, Kashmir, Kelvin, Jackal und Kipling zusammen mit dem Kreuzer Dido und dem Minenleger Abdiel von Gibraltar weiter nach Malta. Dido, Abdiel und der ebenfalls aus Gibraltar eingetroffene Zerstörer Imperial liefen nach dem Löschen ihrer für Malta bestimmten Ladungen dann zusammen mit den Zerstörern Jervis, Jaguar, Janus, Juno und Nubian der „14th Destroyer Flotilla“, die bislang bei der Force K in Malta eingesetzt waren, sowie dem leeren Transporter Breconshire weiter nach Alexandria zur Mediterranean Fleet.

### Das Ende derJersey
Nach einer vergeblichen Suche der Force K nach einem italienischen Geleit konnten am 2. Mai zwar Kelly, Jackal und Kelvin in Maltas Grand Harbour einlaufen, die folgende Jersey löste jedoch eine Mine aus, die ein italienisches Flugzeug abgeworfen hatte, und sank auf der Position 35° 54′ N, 14° 30′ O.
Der gesunkene Zerstörer blockierte die Einfahrt zum Hafen. Der Befehlshaber der Force K entschied sich, mit seinem Flaggschiff Gloucester und den Zerstörern Kashmir und Kipling, die sich zuvor an der Rettung der Überlebenden der Jersey beteiligt hatten, nach Gibraltar auszuweichen. Bis auf 35 Mann konnte die Besatzung der Jersey von den vielen sich beteiligenden Einheiten gerettet werden.
Das Wrack der Jersey zerbrach im Tidenhub. Um den für Transporter und deren schnelle Entladung dringend benötigten Grand Harbour nutzbar zu halten und auch die drei dort eingeschlossenen Zerstörer wieder einsetzen zu können, wurden die Wrackreste zügig verkleinert und weiter zerstört. Die endgültige Beseitigung der Wrackteile erfolgte allerdings erst nach dem Kriegsende.

## Bewaffnung
Die Bewaffnung bestand aus sechs 120-mm-Kanonen in Doppellafetten Mk.XII zum Einsatz gegen See- und Luftziele (zwei Türme vor der Brücke, der hintere in überhöhter Position; eine Lafette auf einer Plattform hinten). Als Flakbewaffnung besaß der Zerstörer ein 2-Pfünder-Vierlingsgeschütz Mk.VIII auf einer Plattform hinter dem Schornstein sowie zwei Vierlings-0,5-inch-(12,7-mm)-Fla-MGs. Zehn Torpedorohre in zwei Sätzen von je fünf Rohren und 20 Wasserbomben komplettierten die Bewaffnung.
Die schlechte Verteidigungsfähigkeit der Klasse gegen Luftangriffe führte ab 1940 zum Austausch des hinteren Torpedorohr-Satzes gegen eine 102-mm-Mk.V-Flak. Später wurden auch die Vickers-FlaMGs durch vier einzelne Oerlikon-Maschinenkanonen ersetzt.